# Distretto di Munger
Munger è un distretto dell'India di 1 135 499 abitanti, che ha come capoluogo Munger.